# 茨城県道116号鹿田玉造線
茨城県道116号鹿田玉造線（いばらきけんどう116ごう しかだたまつくりせん）は、茨城県鉾田市鹿田から同県行方市に至る一般県道である。

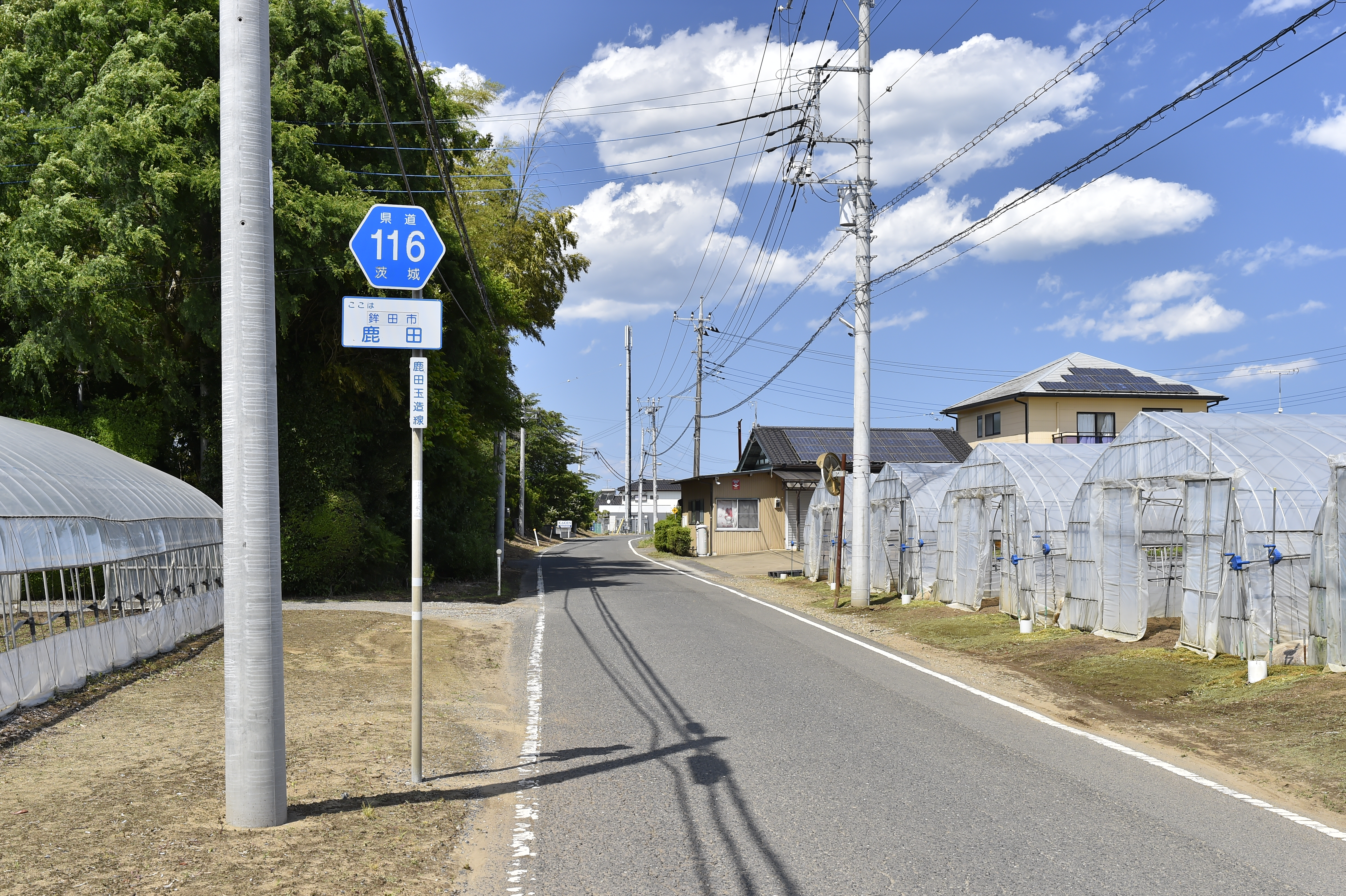
茨城県道116号鹿田玉造線
鉾田市鹿田（2022年5月）

## 概要
鉾田市鹿田の茨城県道115号子生茨城線より分岐・南下し、同市舟木、上冨田、行方市玉造市街地を経て、行方市玉造甲の国道354号・玉造町諸井交差点まで南北に結ぶ延長約18キロメートル (km) の路線。鉾田市子生 - 行方市玉造の両市街地間を最短で結ぶルートである。

### 路線データ
- 起点：茨城県鉾田市鹿田（茨城県道115号子生茨城線交点）[1]
- 終点：茨城県行方市玉造甲2654番1地先（国道354号交点＝「玉造町諸井」交差点）[2]
- 総延長：18.113 km[3]
- 重用延長：5.130 km[3]
- 未供用延長：なし[3]
- 実延長：12.983 km[3]
- 自動車交通不能区間延長[注釈 1]：なし[3]

## 歴史
1959年（昭和34年）10月14日、新たな県道として鹿島郡旭村大字鹿田を起点とし、鹿島郡鉾田町を経由して行方郡玉造町を終点とする区間を本路線として茨城県が県道路線認定した。1995年（平成7年）に整理番号116に変更されて現在に至る。

### 年表
- 1959年（昭和34年）10月14日
  - 路線認定（図面対象番号64）[4]。
  - 道路の区域は、鹿島郡旭村大字鹿田の県道子生茨城線分岐から行方郡玉造町字玉造の県道札玉造線交点（旧道国道354号にあたる[注釈 2]）までと決定された[1]。
- 1967年（昭和42年）1月16日：鹿島郡鉾田町大字上冨田の517 m区間を道路改良[5]。
- 1980年（昭和55年）11月17日：鹿島郡鉾田町大字青柳 - 同郡玉造町大字芹沢（陣屋交差点）の狭隘な現道（3.633 km）を2車線化拡幅改良供用開始[6]。
- 1986年（昭和61年）2月3日：鹿島郡鉾田町大字舟木（舟木交差点） - 同町大字上冨田（主要地方道茨城鹿島線交点）の区間（3.195 km）の拡幅2車線化が決定[7]。
- 1990年（平成2年）
  - 8月20日：東茨城郡小川町大字下吉影 - 鹿島郡鉾田町大字青柳の狭隘路を迂回するバイパス（910 m）が開通[8][注釈 3]。
  - 9月6日：小川町大字下吉影 - 鉾田町大字青柳の狭隘な旧道区間（810 m）が指定を解かれ町道へ降格[9]。
- 1991年（平成3年）1月14日：行方郡玉造町乙の終点付近の旧道（358 m）を玉造町に移管し、終点位置を玉造町甲の玉造町駅前（一般県道玉造停車場線交点）へ変更[10]
- 1995年（平成7年）3月30日：整理番号126から現在の番号（整理番号116）に変更される[11]。
- 1996年（平成8年）2月15日：道路延伸につき、行方郡玉造町字上宿甲（玉造町駅前） - 同町字桜谷甲（国道354号）の区間（1.461 km）を編入[注釈 4]。終点が現在の位置となる[2]。
- 2020年（令和2年）3月19日：鉾田市鹿田の現道（1.057 km）を拡幅する道路区域を指定[12]。
- 2020年（令和2年）12月24日：鉾田市鹿田地内の一部区間（約0.4 km）を拡幅改良供用開始[13]。
- 2021年（令和3年）7月1日：行方市捻木地内を道路改良[14]。

## 路線状況
経路上の上冨田交差点 - 陣屋交差点の区間は、茨城県道50号水戸神栖線と重複し、それ以外の前後区間は単独区間である。

### 重複区間
- 茨城県道50号水戸神栖線（鉾田市上富田の県道18号交点から行方市芹沢の県道8号交点までの区間）

### 道路施設
- 手奪橋（梶無川、行方市芹沢‐捻木）
- 金谷橋（梶無川、行方市捻木-若海）

## 地理

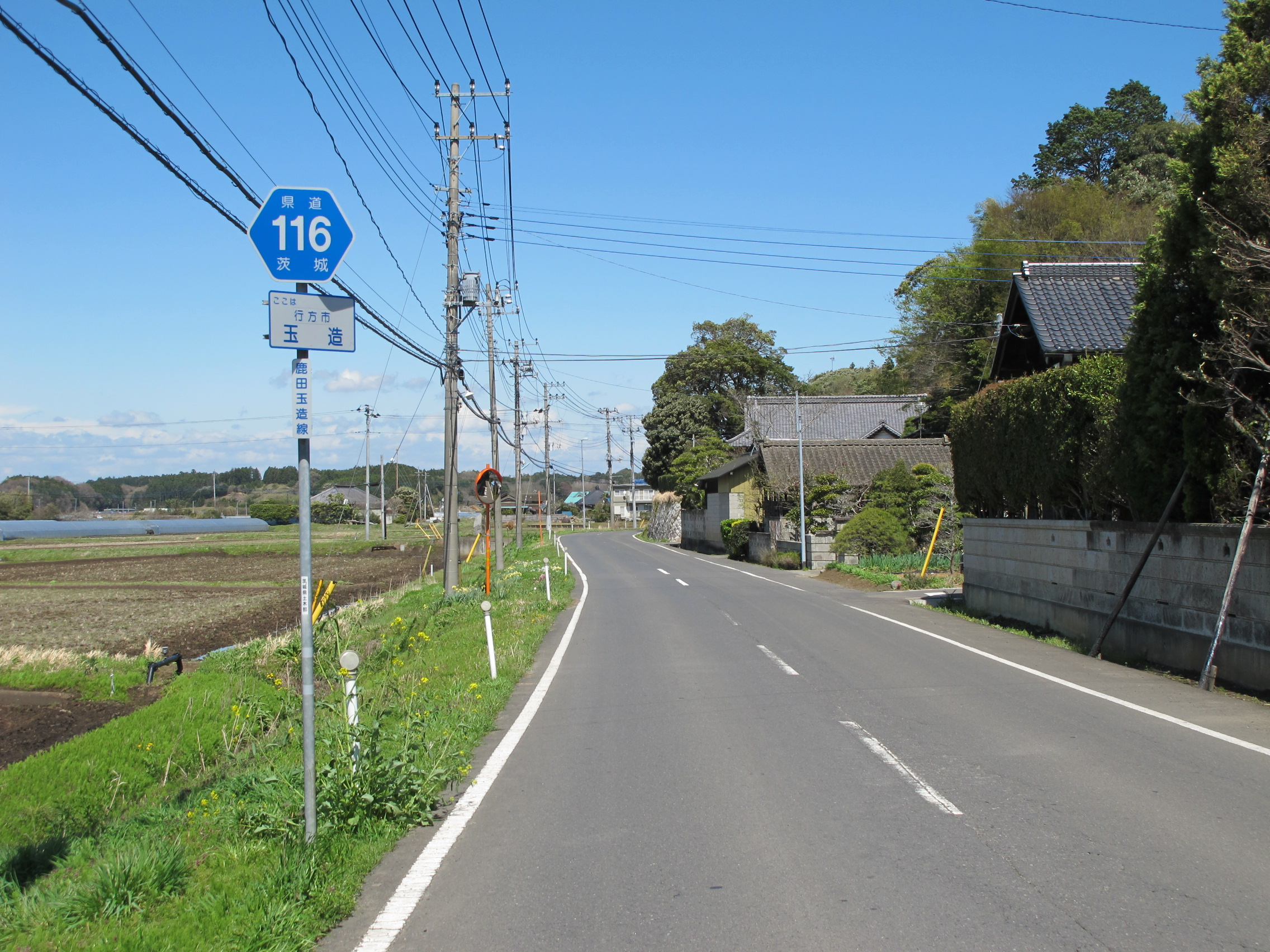
行方市玉造乙（2013年4月）

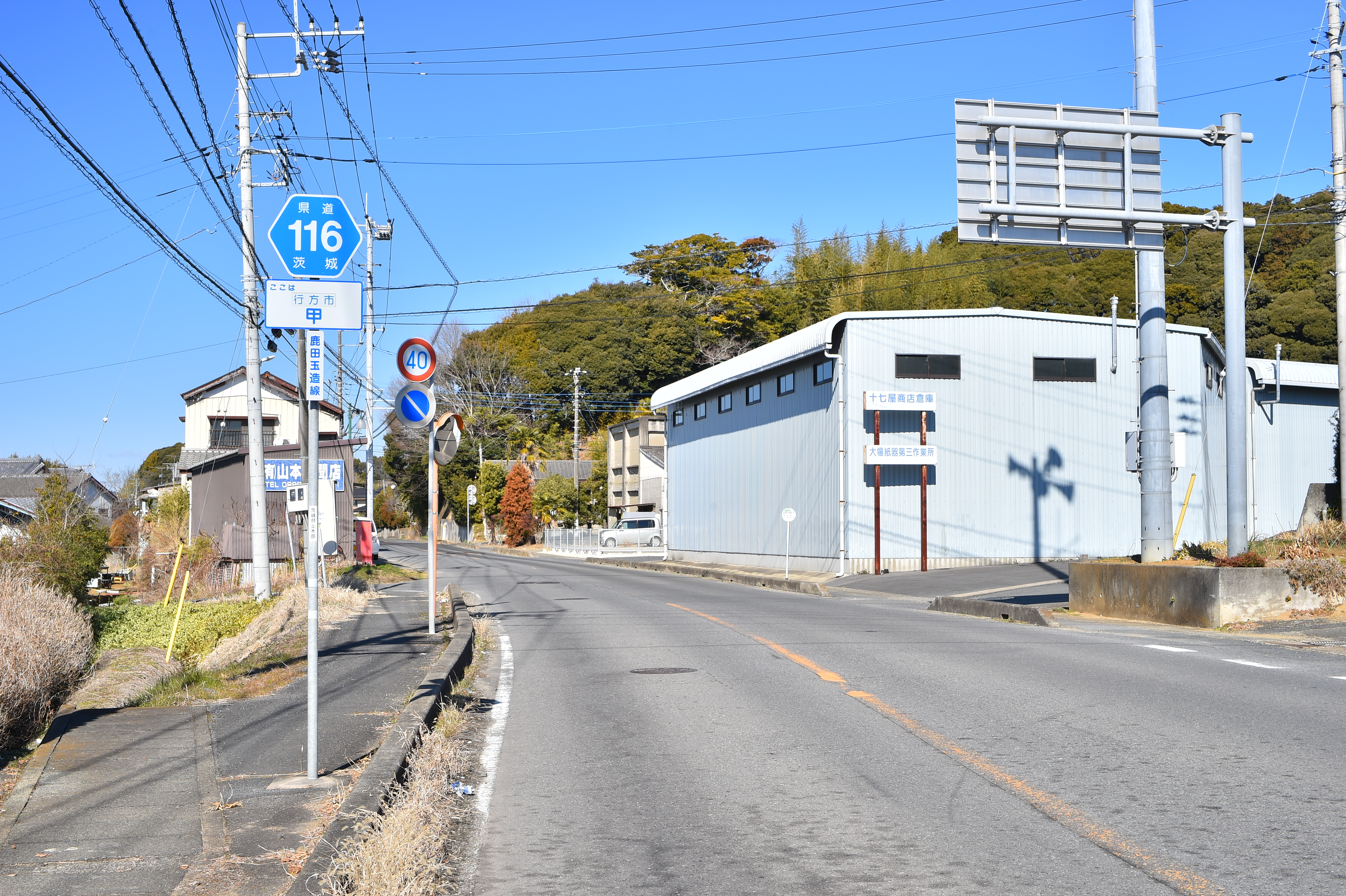
行方市玉造甲の終点付近（2024年2月）

### 通過する自治体
- 茨城県
  - 鉾田市 － 小美玉市 － 行方市

### 交差する道路
- 茨城県道110号鉾田茨城線（鉾田市舟木）
- 茨城県道18号茨城鹿島線（鉾田市上富田）
- 茨城県道50号水戸神栖線（鉾田市上富田 - 行方市芹沢:重複）
- 茨城県道8号小川鉾田線（行方市芹沢）

### 沿線
- 鉾田市立鉾田北中学校（鉾田市上冨田）
- 旧玉造町駅跡（行方市玉造甲）
- 行方市役所玉造庁舎（行方市玉造甲）